# Medarduskirche (Bendorf)

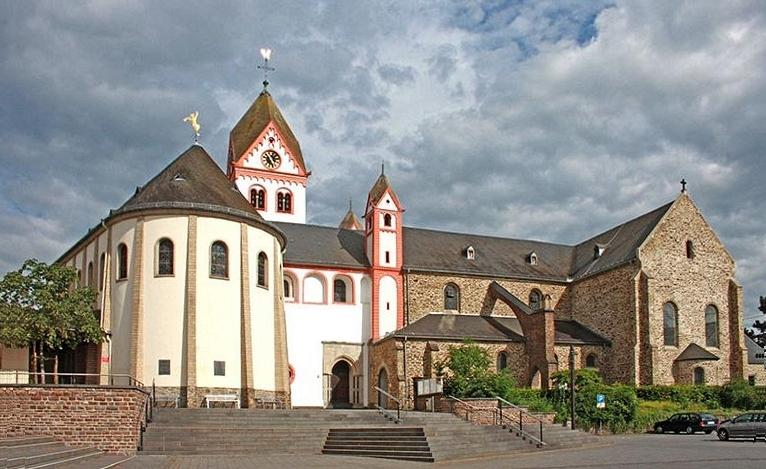
Medarduskirche in Bendorf, links evangelischer, rechts katholischer Teil

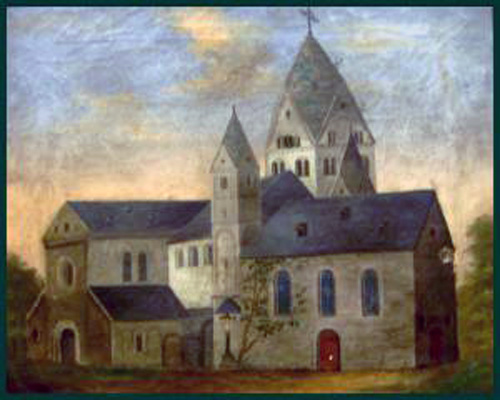
Ansicht von 1790

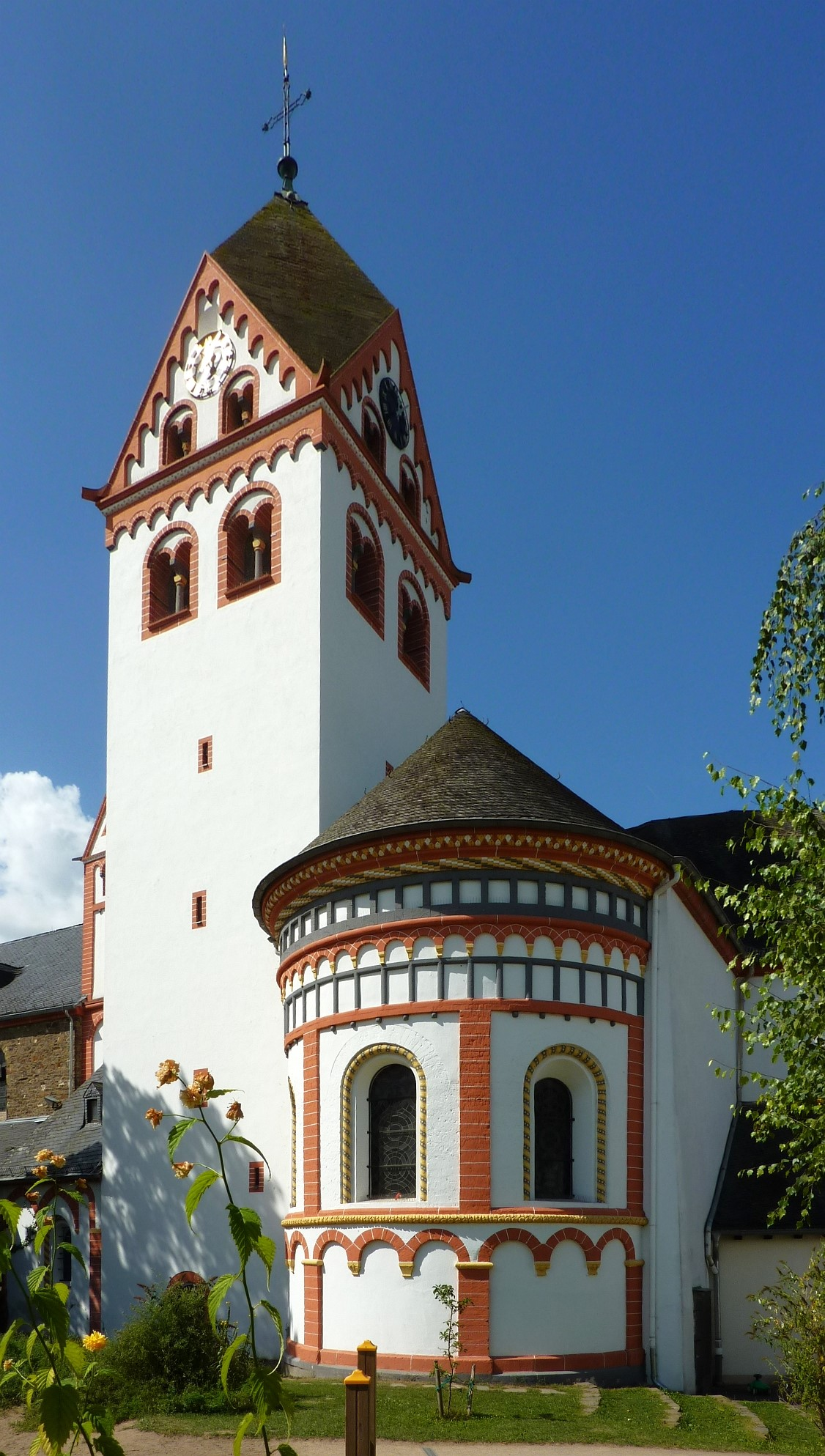
Apsis und Turm der romanischen Kirche

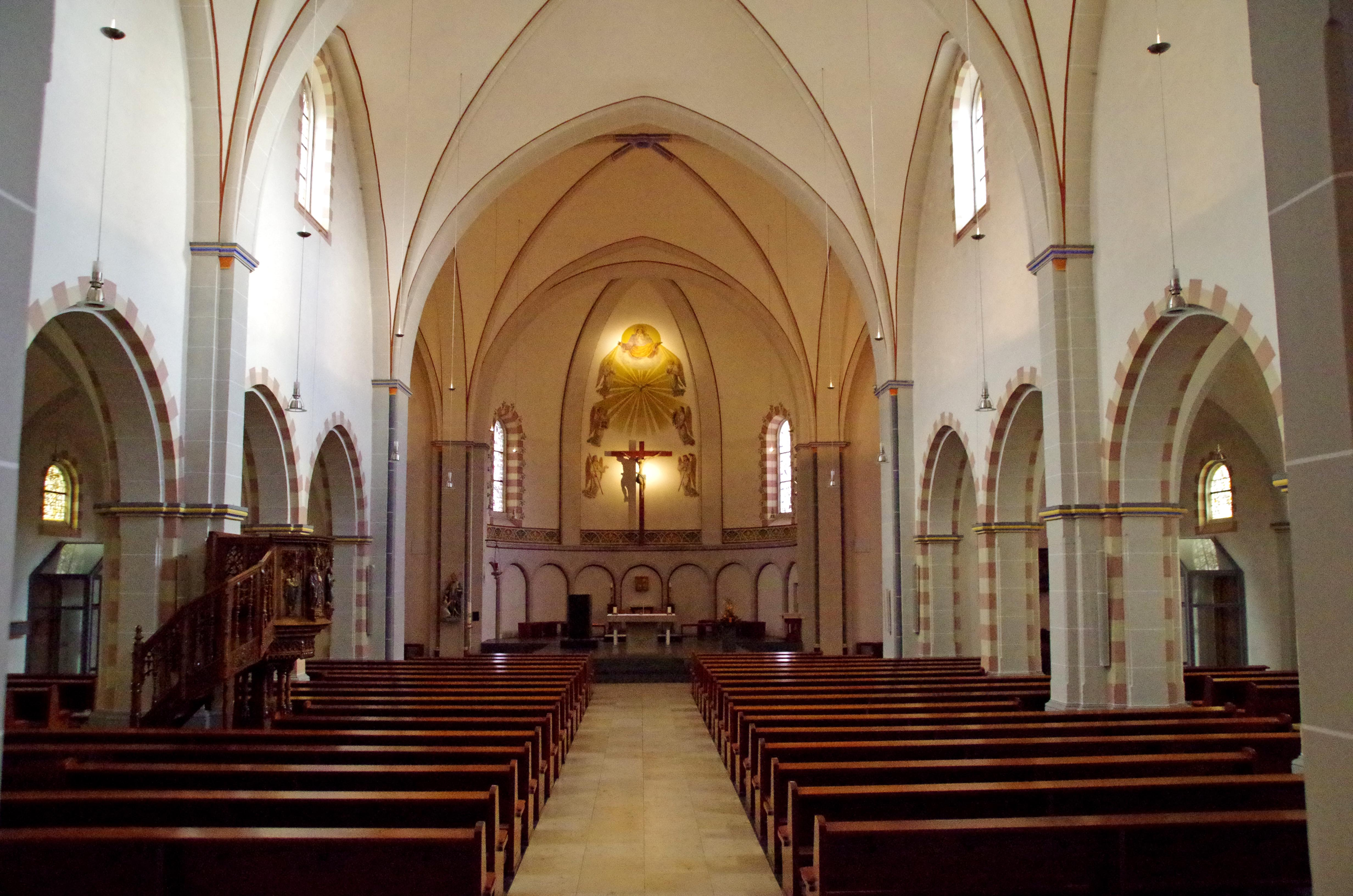
Blick in die katholische Pfarrkirche

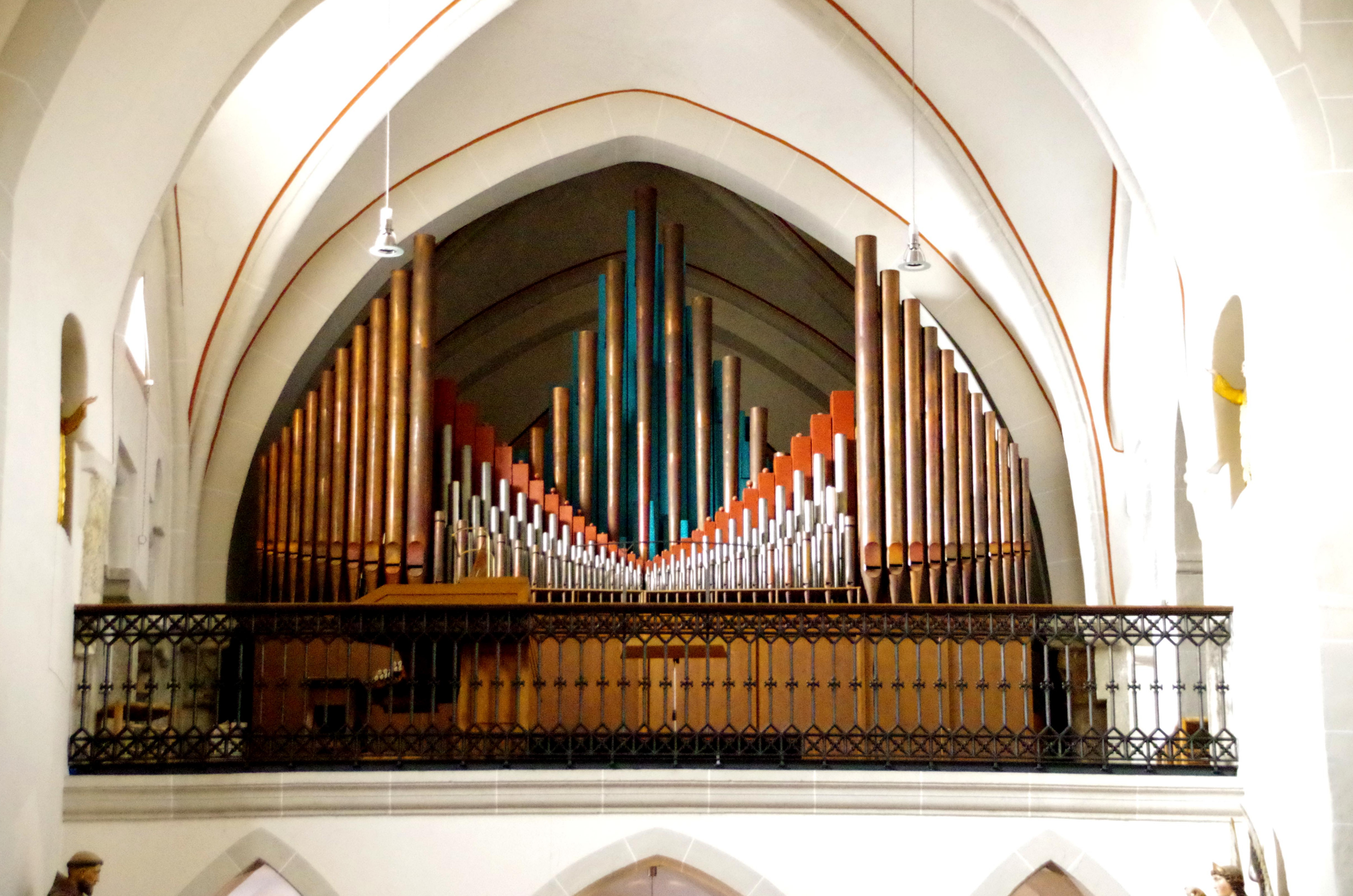
Orgel

Die evangelische Medarduskirche und das zur katholischen Kirche St. Medard erweiterte Reichardsmünster bilden einen denkmalgeschützten Gebäudekomplex in Bendorf im Landkreis Mayen-Koblenz.

## Evangelische Medarduskirche
Die heute evangelische Kirche wurde 1204 erbaut. Im Zweiten Weltkrieg wurde das Gebäude stark beschädigt. Der Neuaufbau von 1954 bis 1956 erfolgte nur teilweise.
Die dreischiffige romanische Pfeilerbasilika mit quadratischem Chor, zwei Doppeljochen und halbrunder Apsis hat eine durch Rundbogenfenster und Lisenen gegliederte Fassade. Der Obergaden wurde im 18. Jahrhundert erhöht. Die Seitenschiffe und das Chorquadrat sind überwölbt, in der Apsis sind unter den Fenstern fünf Nischen ausgespart.
1907 legte man aus der Entstehungszeit der Kirche stammende Wandmalereien frei, die sich unter der Tünche gut erhalten haben. Die figürlichen Malereien in der Apsis und am Triumphbogen entstanden etwa 50 Jahre später.
Der Turm der Kirche und die Glocken dienen beiden Kirchengemeinden.

## Reichardsmünster und katholische Pfarrkirche
Das Reichardsmünster ist an die Südwand der Medarduskirche angelehnt. Es wurde um 1230 im Stil der ritterlichen Doppelkapellen gebaut. Es diente nach der Reformation der katholischen Ortsgemeinde und wurde bereits 1790 als Chor in einen Erweiterungsbau einbezogen. Dieser wurde 1864 abgerissen und schaffte Platz für eine nach Süden ausgerichtete neuromanische Kirche. Durch den Einbau eines Zwischengeschosses wurde nun das Reichardsmünster als Orgelempore und Eingangshalle eingerichtet. Eingebaut zwischen der Medarduskirche und der im rechten Winkel anstoßenden neuen Kirche, blieben nur die Stirnseiten sichtbar. Der Innenraum ist rechteckig und von Laufgängen, Emporen und Nebenräumen umgeben. Mit Ausnahme der Laufgänge, die mit Tonnengewölben ausgestattet sind, haben alle Räume Kreuzrippengewölbe.

## Orgel
Die katholische Kirche ist seit 1930 im Besitz einer Orgel der Firma Johannes Klais/Bonn. Sie verfügt nach einer Erweiterung 2008 durch die Erbauerfirma über 44 Register, verteilt auf drei Manuale und Pedal, sowie einen freistehenden Spieltisch mit elektrischer Spiel- und Registertraktur. Die Orgel hat folgende Disposition:
| I Hauptwerk C–g3 |                   |       |
| 1.               | Quintadena        | 8′    |
| 2.               | Principal         | 8′    |
| 3.               | Offenflöte        | 8′    |
| 4.               | Nachthorngedackt  | 4′    |
| 5.               | Oktave            | 4′    |
| 6.               | Querflöte         | 4′    |
| 7.               | Spitzquinte       | 2 ⁄3′ |
| 8.               | Gemshorn          | 2′    |
| 9.               | Progressio II–III | 2 ⁄3′ |
| 10.              | Mixtur IV         | 2′    |
| 11.              | Dulcian           | 16′   |
| 12.              | Trompete          | 8′    |
| 13.              | Kopftrompete      | 4′    |

| II Schwellwerk C–g3 |                   |       |
| 14.                 | Stillgedackt      | 16′   |
| 15.                 | Harfenprincipal   | 8′    |
| 16.                 | Viola da Gamba    | 8′    |
| 17.                 | Salicional        | 8′    |
| 18.                 | Vox coelestis     | 8′    |
| 19.                 | Rohrflöte         | 8′    |
| 20.                 | Geigend Principal | 4′    |
| 21.                 | Querflöte         | 4′    |
| 22.                 | Schweitzerpfeife  | 4′    |
| 23.                 | Nachtorn          | 2′    |
| 24.                 | Sesquialter II    | 2 ⁄3′ |
| 25.                 | Cymbel III–IV     | 1 ⁄3′ |
| 26.                 | Krummhorn         | 8′    |
| 27.                 | Oboe              | 8′    |
|                     | Tremulant         |       |

| III Solo C–g3 |             |       |
| 28.           | Doppelflöte | 8′    |
| 29.           | Aeoline     | 8′    |
| 30.           | Hohlflöte   | 8′    |
| 31.           | Cornett III | 2 ⁄3′ |
| 32.           | Fagott      | 16′   |
| 33.           | Tuba        | 8′    |
| 34.           | Clairon     | 4′    |
|               | Tremulant   |       |

| Pedal C–g1 |                 |         |
| 35.        | Principalbass   | 16′     |
| 36.        | Subbass         | 16′     |
| 37.        | Echobass        | 16′     |
| 38.        | Quintbass       | 10 2⁄3′ |
| 39.        | Octavbass       | 8′      |
| 40.        | Flötenbass      | 8′      |
| 41.        | Gedacktpommer   | 4′      |
| 42.        | Rauschpfeife IV | 4′      |
| 43.        | Posaune         | 16′     |
| 44.        | Trompete        | 8′      |

- Koppeln:
  - Normalkoppeln: II/I, III/I, III/I, I/P, II/P, III/P
  - Suboktavkoppeln: II/I, II/II, III/III
  - Superoktavkoppeln: I/I, II/I, II/II, II/P
- Spielhilfen: